# Sabueso de Dunker
Un Dunker, también conocido como cazador noruego, es una raza de perro de caza de tamaño medio originaria de Noruega.

## Temperamento
Es una raza amigable y relajada con los dueños que los ofrezcan mucha actividad.

## Salud
Ocasionalmente, ocurren casos de displasia de cadera. Más frecuentemente aparece sordera, con un 75% de ejemplares sordos de uno o dos oídos.

## Historia
Fue creado por Wilhelm Dunker para ser un sabueso mediante el cruce un perro de caza arlequín ruso con sabuesos noruegos. La raza se crea para la caza de liebres a principios del siglo XIX, produciendo un sabueso que rastreaba conejos por el olfato más que por la vista. Ha conseguido ser popular también fuera de su país de origen.